# Santa Eulalia (Arén)
Santa Eulalia (Sant Eulalia en catalán) es un despoblado del municipio de Arén, comarca de la Ribagorza, provincia de Huesca, Aragón.

## Geografía
Se encuentra sobre una cresta rocosa en la vertiente meridional de la Sierra de Sis, a un kilómetro de Betesa, obteniendo así un punto de vigilancia de la zona.

## Urbanismo
Se trata de un pueblo de pequeñas dimensiones que consta de dos casas de gran tamaño pero de poca altura con varios edificios de tipo auxiliar como bordas, pajares y corrales de los cuales la mayoría se ubican aprovechando un pequeño llano sobe el espolón en el que se encuentra la población, aunque todos se encuentran en estado de ruina.

## Historia
Aparece por primera vez en los registros documentales en el año 987, cuando aparece mencionado en el acta de consagración de la iglesia de San Pedro de Molins, donde uno de los firmantes fue Gamiza de Santa Eulalia.

## Demografía
| 14 | 20 | 16 | 12 | 8 | 0 | 0 | 0 |
| (Fuente: Laglera, Cristian (2021). Despoblados de Huesca. Ribagorza-Litera Tomo 1. Huesca: Editorial Pirineo.) |    |    |    |   |   |   |   |

## Patrimonio
- Ermita de Santa Eulalia, se trata de un templo románico del siglo XII ubicado a escasos cien metros del caserío. Tiene una sola nave rectangular cubierta con bóveda de cañón apuntada y rematado con un ábside con bóveda de horno que presenta un vano alargado de aspilleras derramados al interior. En el exterior se puede observar un crismón trinitario de siete brazos.[2] En su momento perteneció, como muchos otros templos del valle, al Monasterio de Santa María de Alaón y en el 1994 fue restaurada tras el derrumbe de una parte del muro norte aunque también presentaba grietas en el muro sur y se encontraba bajo gran cantidad de maleza.[3]